# Conan il vendicatore
Conan il vendicatore (The Return of Conan poi Conan the Avenger) è un romanzo heroic fantasy del 1957 scritto da Björn Nyberg e L. Sprague de Camp con protagonista Conan il barbaro, il personaggio creato da Robert E. Howard.
Fu originariamente composto come sesto volume di un'eptalogia dedicata al personaggio, e quando la serie fu espansa in dodecalogia ne divenne il decimo tomo.

## Storia editoriale
Il personaggio di Conan era stato creato da Robert Howard nel 1932 e fu protagonista di diversi romanzi e racconti pubblicati sulla rivista Weird Tales fino alla morte dello scrittore nel 1936. Circa vent'anni dopo la casa editrice Gnome Press acquisì i diritti per ristampare in volume il ciclo di Conan e affidò la cura del progetto al romanziere L. Sprague de Camp, importante autore della rivista Unknown concorrente di Weird Tales; egli decise di organizzare i testi di Howard secondo una cronologia interna da lui ipotizzata (laddove Howard li aveva composti in ordine anacronico) e ne ricavò una collana di cinque volumi editi fra 1950 e 1954, cui si aggiunse nel 1955 la raccolta di racconti Tales of Conan, che comprendeva testi realistici howardiani riscritti da de Camp stesso per trasformarli in avventure aggiuntive di Conan.
Poco dopo la pubblicazione di questo volume di testi pastiche, Gnome Press espanse ulteriormente la serie appunto con il romanzo The Return of Conan, il primo testo completamente "apocrifo" con protagonista Conan (e il secondo romanzo a lui dedicato dopo quello "canonico" di Howard L'ora del dragone): nello specifico, il romanzo era di fatto una fanfiction composta da Björn Nyberg, un appassionato svedese di Conan che era riuscito a far prevenire il proprio testo a Gnome Press, ed essendo Nyberg non madrelingua inglese de Camp si curò di revisionare integralmente l'opera, venendo quindi accreditato come coautore. Circa un decennio dopo i diritti sul ciclo di Conan passarono da Gnome Press a Lancer Books e de Camp fu incaricato di espandere l'originaria eptalogia con nuovi racconti e romanzi "apocrifi", fino a comporre una serie di dodici volumi; The Return of Conan fu quindi ristampato da Lancer nel 1968 con il nuovo titolo di Conan il vendicatore (Conan the Avenger) e rappresentò il decimo tomo della dodecalogia di de Camp. L'edizione Lancer è stata poi tradotta in giapponese, tedesco, italiano e spagnolo.
La prima traduzione italiana del romanzo è stata nell'omnibus tascabile cartonato L'era Hyboriana di Conan il Cimmero (comprendente anche l'undicesimo e dodicesimo tomo) pubblicato nel 1981 da Editrice Nord entro la Fantacollana, collana nella quale venne tradotta l'intera serie Lancer (seppur in ordine sfasato rispetto alla cronologia interna); il romanzo è stato riproposto dallo stesso editore entro il volume omnibus di grande formato Il Regno di Conan il Grande della linea Grandi Opere Nord nel 1989, e poi ancora in una ristampa in brossura tascabile de L'era Hyboriana di Conan il Cimmero intitolata L'era hyboriana di Conan, edita nella linea Tascabili Super Omnibus nel 1994.

## Trama
Conan il vendicatore è una prosecuzione diretta del romanzo Conan il conquistatore (titolo originale L'ora del dragone): re Conan ha liberato l'Aquilonia dall'invasione della Nemedia e si è sposato con la sua innamorata Zenobia, ma dopo un anno di pace la regina viene rapita da un demone; Conan apprende dal mago Pelias di Koth (già suo alleato nel racconto "La cittadella scarlatta") che il responsabile è uno stregone orientale, Yah Chieng del Khitai, e si mette in viaggio per soccorrere sua moglie.
L'edizione Lancer acclude in appendice al romanzo anche il saggio di Howard La fine dell'era Hyboriana (The Hyborian Age - Part 2, composto fra 1932 e 1933), in cui l'autore descrive a livello storiografico ed etnografico le guerre e le migrazioni successive alla morte di Conan che determinano la fine dell'era hyboriana (la fittizia epoca preistorica in cui si svolgono le avventure dell'eroe) e il suo trapasso nella storia documentata. Nelle traduzioni italiane tale articolo è sempre stato trasferito in appendice al dodicesimo tomo della serie, il romanzo Conan delle Isole, così da fungere a tutti gli effetti da epilogo della saga.

## Critica
Il critico Everett F. Bleiler definì il romanzo «non molto buono», mentre Don D'Ammassa reputò che contenga «alcuni meccanismi narrativi goffi, ma coglie in gran parte il sentimento del lavoro di Howard».
Ward Brown evidenziò che «Secondo una teoria comune, Conan è l'immagine manifesta di come Howard immaginava sé stesso, l'eroe straordinario (larger than life) che l'autore avrebbe voluto essere in un mondo impossibilmente perfetto. Leggendo Conan il vendicatore si ha la chiara impressione che Nyberg abbia aggiunto anch'egli la propria immagine idealizzata, collocandosi al fianco di Conan come Rolf, il compagno d'arme simile a un vichingo scandinavo, il quale affianca improvvisamente l'eroe mentre questi affronta avversità insormontabili nel palazzo del Re di Turan.».
Conan il vendicatore è inoltre l'unica opera su Conan, sia nel canone originale di Howard che nelle aggiunte successive, in cui il dio cimmero Crom risponde alle invocazioni di Conan compiendo un vero e proprio miracolo: nei testi canonici, infatti, Conan ribadisce spesso di pronunciare il nome di Crom solo come scongiuro e non come preghiera di supplica, perché il dio non aiuta direttamente i cimmeri, bensì si limita a dar loro la forza fisica e morale per affrontare da soli i pericoli; nel romanzo di Nyberg, invece, Crom salva Conan da una morte apparentemente certa, plausibilmente per assicurargli una fine più nobile e onorevole, e il re decide di onorarlo eccezionalmente con un sacrificio.